# Sitt al-Mulk
Sitt al-Mulk, född 970, död 1023, var en egyptisk regent. Hon var Egyptens regent mellan 1021 och 1023 som förmyndare för sin brorson, Fatimidernas sjunde kalif Ali az-Zahir.    

## Biografi
Sitt al-Mulk var dotter till Fatimidernas femte kalif Al-Aziz Billah, och en av hans jarya, slavkonkubiner. Hennes mor var enligt uppgift från Bysantinska riket och fortsatte att hålla fast vid sin kristna tro i fatimidernas harem, och hennes fars kärlek till henne väckte en del missnöje eftersom det fanns misstankar om att det var hennes mor som låg bakom faderns milda politik mot icke muslimer. 

### Faderns regeringstid
Sitt al-Mulk ska ha varit älskad av sin far som lät henne växa upp i lyx - hon ska ha tillbringat sin barndom i flodpalatset Qasr al Bahr, ett palats designat av astrologerna att motsvara stjärntecknens bana. Sitt al-Mulk beskrivs som både vacker och intelligent och ska ha delat sin fars tolerans och milda politik gentemot andra trosriktningar. Fadern ska tidigt ha diskuterat politik med henne, uppmuntrat henne att uttrycka sin åsikt och frågat henne om råd i politiska angelägenheter. Hon stödde honom då han utsattes för hård kritik när han utsåg den kristne Issa Ibn Nasturas till visir. Hon förklarade sig vara stolt över att vara till hälften muslim och till hälften kristen, och såg tolerans mot kristna och judar som en styrka, och hon stödde också sina kristna morbröder Arsenius och Aristes, som också hade fått ämbeten av hennes far. 

### Broderns regeringstid
Hennes far efterträddes år 996 av hennes elva år gamla bror Al-Hākim bi-amri ʾllāh. Sitt al-Mulks relation till sin bror var inte gott och försämrades alltmer under hans regering. Brodern ska enligt uppgift ha lidit av svartsjuka och anklagat henne för att ha älskare, särskilt bland hans generaler. Hans allmänna uppträdande och den grymhet han uppvisade under sin regeringstid med tortyr och summariska avrättningar underminerade också hans ställning bland allmänheten och gjorde honom allmänt avskydd, och planer på komplotter och sammansvärjningar uppges ha förekommit mot slutet av hans regim. Bland hans mer impopulära beslut var de nya lagar som förbjöd kvinnor att visa sitt ansikte, att färdas med båt, att besöka begravningar, affärer och badhus och till slut att alls lämna hemmet, beslut som även män ogillade. Han förbjöd även en rad maträtter samt de flesta former av nöjen, tills även män förbjöds att lämna huset under natten. Hamza Ibn 'Ali övertygade kalifen om att han var gudomlig och förklara sig för Gud, Ilah, ett steg som Sitt al-Mulk motsatte sig och som väckte enorm opposition i Egypten.   
Den 13 februari 1021 utfärdades plötsligt en proklamation om att kalifen hade försvunnit under en av sina excentriska nattvandringar. Situationen var exceptionell och religiösa experter hade svårt att lägga fram några regler för hur den skulle hanteras. Sitt al-Mulk övertog i detta osäkra läge av interregnum de facto alla kalifens maktbefogenheter: detta var dock endast det facto och inget man öppet talade om eller bekräftade officiellt. Ett rykte hävdade att kalifen, under ett av sina svartsjukegräl med sin syster, hade hotat henne och hennes påstådda älskare med döden. Efter några dagar hittades kalifens kvarlevor, och det kunde konstateras att han inte längre var i livet. Det antogs allmänt att han hade överfallits och mördats av stadsborna, eftersom han länge hade plågat dem med att förolämpa deras förfäder, förklarat sig gudomlig och hotat med att bränna ned staden. Det anses troligt att Sitt al-Mulk lät mörda sin bror med hjälp av general Ibn Daws, som brodern hade utpekat som hennes älskare, i utbyte mot att dela makten med honom.

### Regent
Det faktum att kalifen hade varit allmänt hatad gjorde att Sitt al-Mulk inte möttes av några protester när hon övertog kontrollen över statens affärer, och inga åtgärder vidtogs mot henne trots att hon ryktades ha legat bakom sin brors död. Sitt al-Mulk hade under sin brors regeringstid blivit allt mer populär, då hon sågs som en symbol för hennes fars politik och motsatsen till sin avskyddes brors regim och hennes försök att dämpa hans övergrepp. På grund av sitt kön kunde hon emellertid inte formellt vara kalif, och därför lät hon med hjälp av Ibn Daws installera sin minderåriga brorson Ali az-Zahir som kalif med sig själv som regent under hans minderårighet, trots att detta egentligen var emot lagen, eftersom ett barn inte fick vara kalif. När kalifen var installerad, sammankallade hon visirerna, utpekade Ibn Daws som sin brors mördare och lät dräpa honom på stället. Därefter lät hon utnämna ett kabinett av ministrar ansvariga inför henne. 
Som regent tog Sitt al-Mulk itu med att införa lugn och stabilitet och Egypten och reparera dess ekonomi, två uppgifter hon ska ha lyckats väl med. Hon fick ett mycket gott betyg som regent och kallades hazima, ett epitet som gavs till personer som uppvisat ovanlig politisk förmåga. Enligt krönikörer: "uppvisade hon expetionell förmåga, särskilt i legala frågor, och det var hon som gjorde sig älskad av folket". Sitt al-Mulk hade dock aldrig rent formellt en maktställning: dåvarande muslimskt politiskt system hade inget riktigt legalt utrymme för en ställföreträdande regent eftersom kalifen enligt lag förmodades vara en vuxen och man, och hon var heller aldrig monark, eftersom någon khutba aldrig utfärdades i hennes namn, utan enbart i hennes brorsons. Hon förklarades aldrig juridiskt för att ha någon maktställning, och hon mötte sina ministrar dold bakom en skärm. I verkligheten var hon dock fullt öppet erkänd som sin brorsons regent fram till sin död 1023, och denna position var närmast unik i Arabvärlden.